# Xining
Xining (en chino, 西宁; pinyin, Xīníng) es una ciudad-prefectura de la provincia de Qinghai, República Popular China. Situada en la parte occidental del país, es la ciudad más poblada de la Meseta Tibetana. Su área es de 7372 km² y tiene una población de 2 208 708 habitantes según el censo de 2010, con 1 198 304 que viven en un área hecha de cuatro distritos urbanos. Xiníng limita al norte con Haibei, al sur con Huangnan, al oeste con Hainan y al este con Haidong.
La ciudad fue un centro comercial a lo largo del Corredor del Hexi de la Ruta de la Seda del Norte durante más de dos mil años, y fue un bastión de la resistencia de las dinastías Han, Sui, Tang y Song contra los ataques nómadas desde el oeste. Aunque era una parte larga de la provincia de Gansu, Xining fue agregado a Qinghai en 1928. Xining sostiene sitios de importante significación religiosa para los musulmanes y los budistas, incluyendo la mezquita de Dongguan y el monasterio de Ta'er. La ciudad se encuentra en el valle del río Huangshui y debido a su altitud, tiene un clima frío semiárido. Está conectada por ferrocarril a Lhasa, Tíbet y conectada por el ferrocarril de alta velocidad a Lanzhou, Gansu y Urumqi, Xinjiang.

## Historia

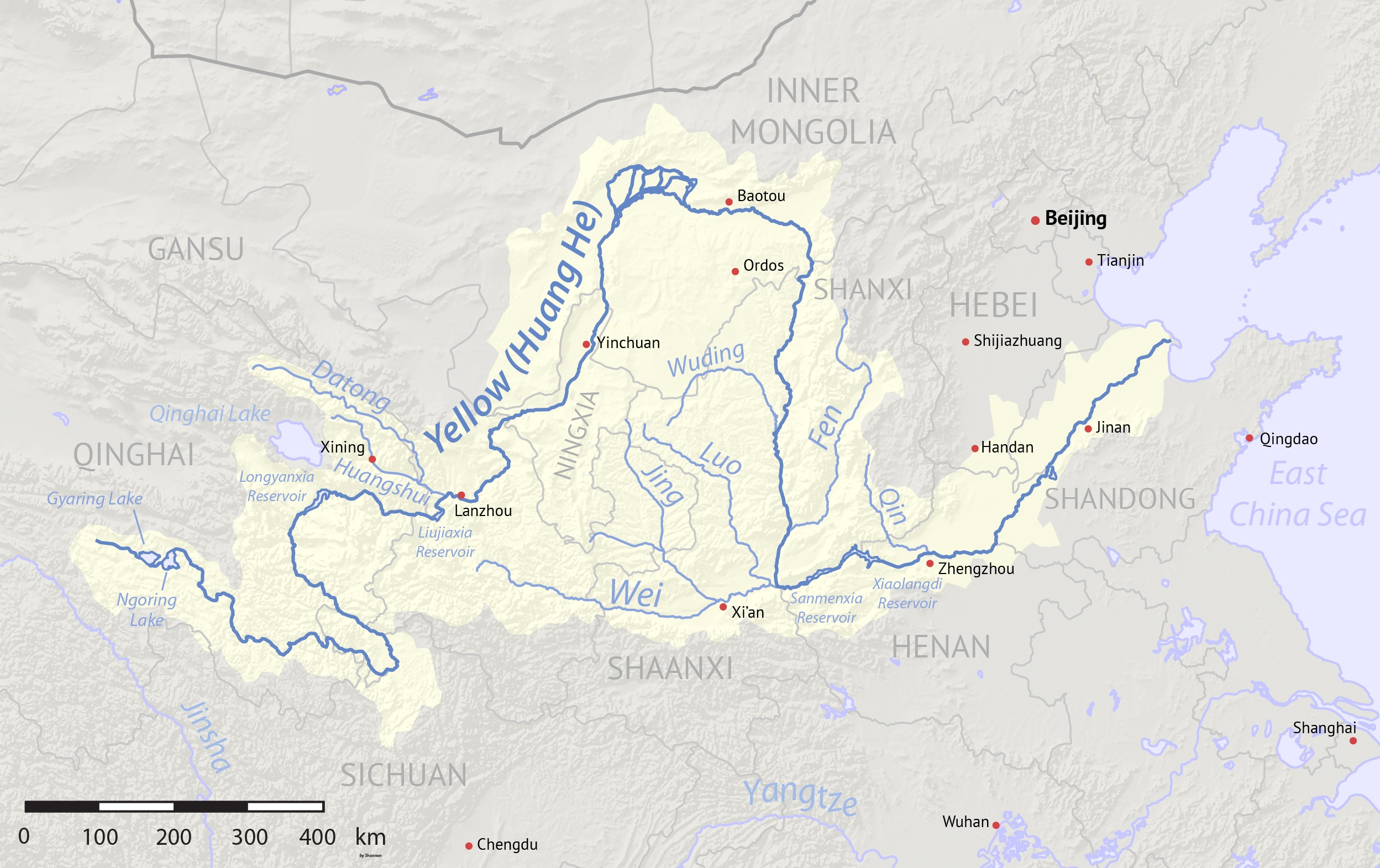
Mapa del río Amarillo (Huang He) donde está a la izq. Xining

La ciudad se encontraba en el eje comercial del corredor de Hexi de la Ruta de la Seda del Norte.
En la dinastía Han (206 a. C. – 220) se estableció el condado Linqiang para dar control a la tribu local Qiang. Durante los siglos VIII y IX fue un centro de constante guerra con Tuyuhun y Tíbet. En 763, fue invadida por los tibetanos y era conocida por los chinos como Qingtangcheng. Recuperada por la dinastía Song, en 1104, recibió el nombre Xining (paz en el oeste) y ha sido capital desde entonces.
La ciudad recibió originariamente el nombre de Xipingting. Xiníng fue uno de los centros comerciales de las caravanas que se dirigían al Tíbet, sobre todo de aquellas que transportaban lana, madera y sal. 
Se trata de una ciudad moderna ya que hasta el siglo XX no fue una ciudad como tal, sino una fortificación y puesto comercial. En la actualidad es uno de los puntos de descanso de los viajeros que se dirigen a Lhasa. El 27 de mayo de 1927, la ciudad se vio arrasada por un terremoto de 8,6 grados en la escala de Richter. El sismo ocasionó más de 200 000 muertos.

## Administración
La ciudad-prefectura de Xining se divide en 7 localidades que se administran en; 4 distritos, 2 condados y 1 condado autónomo:
- Distrito Chengzhong (城中区)
- Distrito Chengdong (城东区)
- Distrito Chengxi (城西区)
- Distrito Chengbei (城北区)
- Condado Huangyuan (湟源县)
- Condado Huangzhong (湟中县)
- Condado autónomo Datong (大通回族土族自治县)

## Demografía
La mayoría de la población es de etnia han, que convive con pequeños grupos de las minorías Hui, manchú, salar y mongola.

## Puntos de interés
- Monasterio de Ta'er: está situado a unos 30 kilómetros al sur de la ciudad. Fue construido en el año 1560 en honor de Tson Khapa, reformador budista y fundador de la secta gelugpa. Ocupa un área de aproximadamente 40 hectáreas en las que viven 750 lamas.
- Lago Qinhai (Qinhai Hu): es el mayor lago de agua salada de toda China. Está situado a una altitud de 3.200 metros sobre el nivel el mar y tiene una superficie total de 4.583 km².
- Isla de los pájaros (Niao Dao): situada en el lago Qinghai, tiene una superficie de 800.000 m². En la isla viven más de 100.000 especies distintas de aves.

## Deportes
Esta localidad es el inicio y el final de la Vuelta al Lago Qinghai.

## Clima
| Parámetros climáticos promedio de Xiníng (1971−2000) | Parámetros climáticos promedio de Xiníng (1971−2000) | Parámetros climáticos promedio de Xiníng (1971−2000) | Parámetros climáticos promedio de Xiníng (1971−2000) | Parámetros climáticos promedio de Xiníng (1971−2000) | Parámetros climáticos promedio de Xiníng (1971−2000) | Parámetros climáticos promedio de Xiníng (1971−2000) | Parámetros climáticos promedio de Xiníng (1971−2000) | Parámetros climáticos promedio de Xiníng (1971−2000) | Parámetros climáticos promedio de Xiníng (1971−2000) | Parámetros climáticos promedio de Xiníng (1971−2000) | Parámetros climáticos promedio de Xiníng (1971−2000) | Parámetros climáticos promedio de Xiníng (1971−2000) | Parámetros climáticos promedio de Xiníng (1971−2000) |
| Mes                                                  | Ene.                                                 | Feb.                                                 | Mar.                                                 | Abr.                                                 | May.                                                 | Jun.                                                 | Jul.                                                 | Ago.                                                 | Sep.                                                 | Oct.                                                 | Nov.                                                 | Dic.                                                 | Anual                                                |
| ---------------------------------------------------- | ---------------------------------------------------- | ---------------------------------------------------- | ---------------------------------------------------- | ---------------------------------------------------- | ---------------------------------------------------- | ---------------------------------------------------- | ---------------------------------------------------- | ---------------------------------------------------- | ---------------------------------------------------- | ---------------------------------------------------- | ---------------------------------------------------- | ---------------------------------------------------- | ---------------------------------------------------- |
| Temp. máx. media (°C)                                | 1.4                                                  | 4.3                                                  | 9.5                                                  | 15.9                                                 | 19.8                                                 | 22.6                                                 | 24.6                                                 | 23.9                                                 | 19.0                                                 | 13.9                                                 | 7.8                                                  | 2.8                                                  | 13.8                                                 |
| Temp. mín. media (°C)                                | −13.6                                                | −10.0                                                | −3.7                                                 | 1.9                                                  | 6.3                                                  | 9.5                                                  | 11.5                                                 | 11.1                                                 | 7.5                                                  | 1.5                                                  | −5.6                                                 | −11.6                                                | 0.40                                                 |
| Precipitación total (mm)                             | 1.2                                                  | 2.2                                                  | 7.0                                                  | 19.0                                                 | 43.0                                                 | 59.2                                                 | 88.2                                                 | 74.0                                                 | 54.4                                                 | 20.5                                                 | 3.9                                                  | 1.2                                                  | 373.8                                                |
| Días de precipitaciones (≥ 0.1 mm)                   | 2.7                                                  | 3.4                                                  | 5.2                                                  | 6.5                                                  | 10.7                                                 | 14.6                                                 | 15.0                                                 | 13.8                                                 | 13.1                                                 | 7.3                                                  | 2.4                                                  | 2.2                                                  | 96.9                                                 |
| Horas de sol                                         | 209.8                                                | 204.9                                                | 222.5                                                | 241.0                                                | 253.9                                                | 236.5                                                | 243.8                                                | 244.4                                                | 196.9                                                | 208.1                                                | 212.7                                                | 201.2                                                | 2675.7                                               |
| Humedad relativa (%)                                 | 45                                                   | 44                                                   | 47                                                   | 48                                                   | 53                                                   | 60                                                   | 65                                                   | 66                                                   | 68                                                   | 63                                                   | 54                                                   | 49                                                   | 55.2                                                 |
| Fuente: China Meteorological Administration          |                                                      |                                                      |                                                      |                                                      |                                                      |                                                      |                                                      |                                                      |                                                      |                                                      |                                                      |                                                      |                                                      |